# Dalla Via
La Carrozzeria Luigi Dalla Via, est une société italienne fondée en 1905 à Schio dans la province de Vicenza, région de la Vénétie au nord-est de l'Italie qui a depuis son origine réalisé des carrosseries sur des châssis de constructeurs de véhicules à moteur, en particulier des autocars et autobus sur base Fiat Bus puis Iveco Bus et maintenant Irisbus. 

## Productions actuelles
Parmi les modèles récents :
- Canaletto
- Tintoretto
- Tiziano 2G
- Tiziano 3G
- Mantegna